# 琴風豪規
琴風 豪規（ことかぜ ごうき、1957年4月26日 - ）は、三重県津市出身で佐渡ヶ嶽部屋所属の元大相撲力士、演歌歌手。本名は中山 浩一（なかやま こういち）。江東区立深川第二中学校卒業。最高位は東大関。現役時代の体格は身長183cm、体重173kg。得意手は左四つ、寄り。元年寄・尾車。日本放送協会の大相撲専属解説者。スポーツ報知評論家。愛称は「ペコちゃん」。日本相撲協会退職後は、琴風 浩一（ことかぜ こういち）を名乗っている。

## 来歴
海軍相撲で鍛えた相撲好きの父（1989年、63歳で死去）の下に生まれる。中山少年が幼稚園児であった頃から家族と佐渡ヶ嶽部屋との縁はすでにできており、父は巡業で地元に佐渡ヶ嶽部屋一行が来ると送迎から夜の接待まで務めた。父は中山少年が小学5年だった1968年に事業に失敗し、子供二人を津市に残して両親は大阪に出稼ぎに出た。
「がぶり寄り」を武器に、膝の怪我に悩まされながらも見事大関まで昇進した力士で、「ペコちゃん」と呼ばれ人気も高く、相撲を取る前には学業で体育以外はオール5というインテリでもあった。小学5年生まで津市立高茶屋小学校に在籍していた。中卒後は料理学校への進学を希望していたが、周囲から「料理なんかうちの母ちゃんでもできる」と冷やかされ、当時大関の琴櫻に勧誘されたことで結果的に力士としての道を進んだ。日本相撲協会退職後に朝日新聞相撲記者の抜井規泰が取材したところによると、最初は「とんでもない!鉄棒や跳び箱が苦手な肥満児に、東京に転校して相撲をやれ、なんて」と中山少年本人は戸惑っていたという。入門前に部屋に見学を訪れた際について本人は「父や祖父、祖母は相撲が好きだったけど、俺は興味がなかった」と後に振り返っている。力士がしごかれる様、響く罵声に恐れをなし、稽古場を離れて近くのベンチに座って父を待っていると、琴櫻に声を掛けられ、父と共にちゃんこに誘われた。土産としてマロングラッセを貰い、その味に「お相撲さんは強くなったらこんなに高級なものが食べられるのか」と入門を決意。琴櫻からは「飛行機に乗せてやるよ」とも口説かれたと伝わる。

### 入門時
琴櫻が、引退後独立した際の弟子としてこっそりスカウトして稽古をつけていた。当時は入門するまでの間はそのまま内弟子として普通の中学生活を行うつもりであり、本人も入門については深く考えず東京で生活できることに喜んでいたが、当時の佐渡ヶ嶽親方（元小結琴錦）に見つかり「内弟子なんか許さん」という佐渡ヶ嶽の方針により1971年7月場所に初土俵を踏まされた。初めは琴櫻の内弟子扱いのため、かなりいじめられ、当時の琴櫻はまだ現役で親方の立場ではなかったため、助けようがなかったという。琴風は涙を堪えながら「人をいじめることには何の意味があるのか」「人をいじめて楽しいのか」と自問自答したが、周囲を見返すために稽古に打ち込み、元々運動音痴であったこともあってか決してうぬぼれはしなかった。琴櫻は引退直後独立を許されなかったため、内弟子であった琴風は父に「横綱の部屋に行けないのだったら相撲をやめる」と打ち明け、廃業する覚悟もしていた。その後、まもなく佐渡ヶ嶽親方が亡くなり、当時白玉親方を名乗っていた琴櫻が正式に佐渡ヶ嶽部屋を継承してからは、いじめはなくなったという。

### 新十両〜大関候補〜左ひざの大ケガ
1975年11月場所に新十両、1977年1月場所新入幕。同年11月場所で2回目の挑戦で北の湖から金星を挙げるなど10勝5敗を挙げ初の三賞となる殊勲賞を獲得。この場所の北の湖戦は、左四つになって右前まわしをつかみ体をあおるように寄り立てると、北の湖は土俵下へもんどりうった、という流れであった。これ以前は腰の重さに任せた相撲であったが、この1番をきっかけとして相撲が速くなった。翌1978年1月場所新関脇。一躍大関候補となり幕内上位の常連となり活躍したが、1978年11月場所の麒麟児戦で左膝内側側副靱帯断裂の大ケガで途中休場。翌1月場所の金城（後の栃光）戦でそれを再発させて再び途中休場。古傷の再発ということで公傷が適用されず、以後2場所連続全休で幕下30枚目まで陥落。それでも腐らずケガを治すと幕下2場所、十両1場所で通過し、1980年1月場所で幕内復帰。その場所で12勝3敗の成績を挙げ敢闘賞を受賞。翌3月場所も10勝5敗の成績を挙げ2場所連続の敢闘賞受賞。5月場所では関脇に復帰し10勝5敗の成績を挙げ殊勲賞を受賞するなど再び大関候補にのし上がるも7月場所ではまたも栃光戦で左膝内側側副靱帯断裂・左膝半月板損傷・左腰部挫傷の大ケガで途中休場。当時理事長の春日野親方（元横綱栃錦）が「今度こそ駄目だろう」と言ったほどの重症であった。この怪我で初めて患部にメスを入れたということからも怪我の重大さが分かる。

### 大関昇進〜大関時代
それにもめげず1981年3月場所に関脇に復帰すると4場所連続で関脇に在位した。7月場所後に唯一の大関だった千代の富士が横綱に昇進し大関不在となったため、「なんとか大関を生み出したい」との思惑で、7月場所後の巡業では北の湖との三番稽古に精を出した。大関取りとなった9月場所は「こんどが最後のチャンス」とひたむきな相撲をとり12勝3敗で初優勝、場所後の理事会で大関昇進が決まった。直近の大関昇進の事例と比較して直前3場所31勝は勝星数で劣るものの大関不在の事情や直前場所の優勝、幕下まで陥落しながらカムバックした不屈の精神力等が評価される形となった。伝達式では満面の笑みを浮かべたが、その夜になると左膝の怪我を抱えていることから大関としてやっていけるかどうか不安になり、トレードマークである笑顔が消えた。更に1983年1月場所にも14勝1敗で関脇朝潮との優勝決定戦を制し、2度目の優勝を飾った。唯一の綱獲りとなった翌3月場所は11勝4敗と失敗に終わり、その後も優勝や横綱昇進までには至らなかった。それでも2度目の優勝を果たした同年1月場所から1984年1月場所まで、7場所連続11勝以上を挙げ大関としてはかなり安定した好成績を残していた。

### 大関陥落〜引退
しかし1984年3月場所からは3場所連続で1桁勝ち星が続いてからは、調子が下降線をたどり始める。1984年9月場所千秋楽、最後まで多賀竜と平幕優勝を争った小錦に対して、2分を超える大相撲の末勝利し4場所ぶりの2桁勝利となる10勝5敗。翌11月場所も10勝を挙げたが、これが自身最後の2桁勝利となった。
1985年1月場所では、7勝7敗で迎えた千秋楽で大関朝潮を下して8勝7敗とようやく勝ち越し。だが翌3月場所、6日目まで5勝1敗と好調も7日目から千秋楽まで9連敗を喫し、5勝10敗で自身初の大関皆勤負け越しとなる。これで平幕時代の1981年1月場所から続いた連続勝ち越し記録も25場所でストップした。初の大関角番で迎えた翌5月場所では、6日目の大錦戦で敗れた際、右膝外側側副靱帯損傷・右腓骨頭剥離骨折により翌7日目から途中休場、2場所連続負け越しで大関陥落が決まった。
関脇に下がった7月場所は公傷全休。さらに9月場所もけがの回復が遅れ全休、10勝以上で大関特例復帰だったがそのチャンスも失った。11月場所では東前頭10枚目まで番付が降下。この場所再起を掛けて土俵に上がるも、初日三杉磯、2日目霧島、3日目寺尾と3連敗して引退を発表。たび重なる左ひざの大ケガを乗り越えてきた琴風だったが、結果的に良かったほうの右ひざまで故障してしまったのが致命傷となり28歳の若さで引退となった。

### 引退後
引退後は年寄・尾車を襲名し、佐渡ヶ嶽部屋から独立する形で1987年3月に尾車部屋を設立した。部屋設立を決意した際、尾車は妊娠中であった妻に対し「ある日、部屋が火事になり、弟子と実子が建物に取り残されたとする。1人しか助けられない状況なら、私は間違いなく弟子の方を救出する。その強い気持ちが無いと部屋は運営できない」という内容の話を聞かせたが、妻もその決意に納得した。尾車は、怖くて荒っぽい方向で厳しいという相撲のイメージを一新し、尾車部屋で相撲を取っていた経験を買われて社会に安心して受け入れられる人格者を育てたいという思いを持って部屋運営を始めた。以降、豪風や嘉風などの関取を育てるとともに、2005年4月には押尾川親方（元大関大麒麟）が部屋経営を断念したため押尾川部屋を引き取った。
2009年1月に所属関取である若麒麟（押尾川部屋からの移籍組）の大麻所持事件により委員から平年寄への二階級降格の処分を受けた。これに際して部屋の閉鎖も考えていたが、嘉風ら部屋の力士から「自分にとっての師匠は親方だけです。親方が部屋を畳むのなら自分も引退します」と諭され翻意した。取的や裏方衆にまで土下座して謝罪したという。師匠としては甘いという印象があるが、豪風や嘉風が厳しい兄貴役を買って出てくれている。ある日その2人に若い弟子が怒られて肩を落としていた時、尾車はジュースと菓子を与えて「何も言われないより、叱られて変わった方が自分の財産になるんだよ。頑張りなさい」と励ました。そんな尾車が激怒したのは、ある時玄関掃除の際に弟子が空家の水道にホースを挿し水を盗用した時であり、これには尾車も「お前たちのやっていることは泥棒と一緒だ」と声を荒げた。
2010年の改選で委員に復帰するが、2011年に大相撲八百長問題に関与したとされる弟子の星風が4月14日に解雇された責任で再び主任に降格した。なお尾車は星風が引退勧告処分になる前に「これだけ騒がれれば、どちらにしても相撲は取れない」と調査委員会の決定に関わらず、星風を引退させる意向であった。
2012年の理事改選で日本相撲協会の理事に初当選し、巡業部長に就任。しかし、同年4月4日に小浜市で行われていた春巡業の会場内で転倒した際に古傷がある頚髄を捻挫して緊急入院し、同月11日に手術。一時は首から下が麻痺して寝たきりの状態であり、2ヶ月の入院を経てリハビリを開始した時には120㎏あった体重が90㎏を割り、握力が左4㎏、右が0㎏となっていた。しかしリハビリの甲斐あって、9月に公の場に姿を見せるようになり、11月11日に退院、14日から職場復帰している。2013年春巡業を以って1年ぶりに巡業の職務に復帰し、しばらくは会場の隅でイスに座って稽古を観察する形で職務を行い、同年秋巡業からは怪我が十分に回復したため通常通り土俵下で指導するようになった。後の話によると件の怪我は頸髄の4番から3番が損傷した上に2番にも傷が付いていたといい、「本来ならば呼吸器をつけて寝たきり」だったという。だが当時存命であり同じ病院に入院中であった大鵬が車椅子に乗ってリハビリ病棟へ見舞いに訪れたことをはじめとして多くの相撲人から激励の数々を受け、キャビンアテンダントとして大切な訓練を行っていた娘が3か月の介護休暇を取ってリハビリの支援を行うなどの助力があって復帰を遂げた。リハビリの甲斐あって入院前まで患っていた糖尿病は完治したという。
また日本相撲協会巡業部長を務める傍ら、NHK総合テレビの『サンデースポーツ』の相撲解説者として場所ごとに出演しているほか、スポーツ報知の専属評論家を務めている。2015年12月には八角理事長就任により、それまで八角が務めていた協会事業部長を引き継いだ。
2020年1月30日の役員候補選は定員を超過しなかったため2008年以来6期12年ぶりに無投票となり、尾車を含む理事候補10人、副理事候補3人が全員当選。同年3月23日の評議員会で、正式に理事として選任された。
2021年12月25日、2022年4月26日に65歳の誕生日を迎えて協会の定年となることに伴い、同年1月場所後に部屋を閉鎖することを明かした。1月場所後の1月27日、日本相撲協会の定例理事会で尾車部屋の閉鎖や、それに伴う押尾川部屋の新設などが2月7日付で承認された。2月7日に尾車部屋を閉じた後は押尾川部屋に部屋付きとして移籍した。
2024年5月11日、再雇用の任期満了を待たずに67歳で日本相撲協会を退職。
2024年11月場所からNHKの大相撲中継の専属解説者に就任。中継には琴風 浩一名義で出演している。

## エピソード

### 怪我との戦い
幕下まで陥落した時、周囲は「怪我で番付を落としたのだから（しかも前に痛めた箇所の再発という理由で公傷制度の適用が認められなかった）本来幕下以下の力士に命じられる部屋の雑用はやらなくて良い」としたが、琴風は「自分は幕下の力士だから」と他の力士同様に十両に復帰するまで雑用をこなしていた。琴風自身も「今までは勝負に勝つことにしか意義を見出せなかったが、膝のケガをしてからは相撲を取ることそのものに意義を感じられるようになった」と心境の変化があったことをインタビューで語っている。幕下で復活を狙っていたある時も、巡業で重いトランクを引っ張って佐渡ヶ嶽の後を付いて行ったが、その巡業で琴風は、当時幕内であった富士櫻から「お前、偉いなあ。絶対に（上に）戻れるからクサるなよ」と励まされた。
怪我で幕下に陥落していた頃には巡業の勝負審判を務めていた佐渡ヶ嶽親方の風呂の世話を務め、綺麗好きで有名な佐渡ヶ嶽親方は琴風に足拭きまで命じていた。同世代の北の富士は幕内経験者へのこの扱いに「佐渡さん、それはかわいそうだよ」と抗議したが、佐渡ヶ嶽は「いや、今が大事な時なんです」と譲らなかった。

### がぶり寄り
その代名詞とも言えるがぶり寄りは下半身が硬い琴風にとって必要に迫られた技でもあったが、上位力士にとっても侮れないものがあった。琴風の体型が相手の懐に飛び込みひたすら前に出るには理想的であったこと、土俵際で投げを打たれにくいなど、相手の変化に影響されにくい利点があった。全盛期の横綱北の湖からの初勝利の時、初優勝の場所で横綱2代若乃花を下した一番でも、このがぶり寄りが大いなる武器となった。しかし、琴風は膝の怪我に悩まされており、全身をバネにする技だけに、がぶり寄りが与える膝への負荷が小さくなかったのも事実であった。
琴風が活躍した時代には様々な強豪がいたが、琴風は下位力士に強く、上位との対戦を多少強いられても十分勝ち越す実力があった。ライバルには朝潮、北天佑などが居た。若嶋津、隆の里との対戦は琴風が大きく勝ち越すなど、上位にも通用する強さがあった（ただし、隆の里との対戦で分が良かったのは優勝をした1983年1月場所までであり、この時点で17勝4敗だったが、1983年3月場所以降は1勝9敗とほとんど勝てなくなってしまった）。
一方、北の湖には23回の取組中僅か3勝と大きく負け越し。この3勝は平幕時代に挙げた金星であり、大関昇進後は全く勝てなくなってしまった。千代の富士に対しては初顔合わせから5連勝していたが、千代の富士が琴風対策を練るために佐渡ヶ嶽部屋に出稽古に来るようになり、6度目の対戦で千代の富士に初黒星を喫して以降は力関係が逆転して全く勝てなくなってしまった（特に千代の富士の大関昇進後は琴風が2度目の優勝を飾った1983年1月場所での1勝のみ）。なお、琴風と千代の富士の三番稽古は千代の富士の横綱昇進後も3年ほど続き、琴風にとっても地力強化をもたらす貴重な財産となった。
1984年から引退する1985年まではあまり目立った活躍とは言えなかったが、蔵前国技館で行われる最後の場所となった1984年9月場所では、入幕2場所目ながら「殺人突っ張り」で上位陣を次々と破る大活躍を見せていた小錦を千秋楽で打ち負かした。
しかしのちに横綱・大関に昇進した、大ノ国（のち大乃国）とは3連勝の後8連敗を喫した。ほか旭富士・保志（のち北勝海）・小錦・霧島・北尾（のち双羽黒）とも、それぞれ互角もしくは負け越しと、分の悪い成績となった。

### 安定した成績
琴風の安定した成績を表すものとして大関時代の通算成績（212勝110敗8休）がある。在位年数こそ3年半余と決して長いとは言えないものの、勝率（.658）に換算すれば1場所15日制が制定された1949年5月場所以降に昇進した最高位が大関の力士の中では最も高く、1983年1月の2日目から1983年3月場所の7日目にかけて記録した21連勝は、年6場所制になって以降に横綱経験者を除いた力士が記録した中での最高連勝記録となった。大関在位中は皆勤を続けて、在位21場所目の1985年3月場所に5勝10敗と大関の地位で初めて負け越した。自身初かつ唯一の角番となった翌5月場所に大関時代初の休場を経験して大関を陥落した。在位22場所中、1982年11月場所から1984年1月場所にかけての8場所連続を含む13場所で二桁勝利をあげている。自身は「（大関として）9勝6敗でも申し訳なくて、角番なんかとんでもなかった」と後に語っている（サンケイスポーツ2009年9月22日）。下位力士に対する取りこぼしが少なく上位にも充分に通用していたことがこの数字に繋がった。現在でも「琴風の綱姿を見たかった」と話すファンがいる。
その後、2013年9月場所で引退した元大関把瑠都が在位は15場所と短いながら、133勝69敗23休で勝率.658と琴風に並ぶ大関勝率を残した(厳密には琴風は.65839、把瑠都は.65842)。皮肉にも両者はケガが原因で大関から陥落した点、それからまもなくケガで大きく番付を下げて若くしての引退を余儀なくされた点(琴風は28歳7か月、把瑠都は28歳10か月)で共通している。
なお2024年3月場所時点で現役の元大関髙安は把瑠都と同じ在位15場所で113勝57敗55休、勝率.665、同じく朝乃山はさらに短い在位7場所ながら51勝24敗30休で勝率.680であり、大関に復帰できないまま引退すれば琴風を上回る。

### その他
- 19歳の時(幕内で相撲をとっていた頃)に、創価大学の創立者である池田大作に初めて会った｡池田大作は、そばに歩いて来て、顔を両手で挟みながら、｢可愛い顔をしているね｣と声をかけてきた[31]。
- 生まれてすぐに黄疸にかかり命が危なくなったことがあったという。
- 学生時代には、体育系を除く教科で優れた成績を残し、教師を目指していたという。
  - 琴風は中学生時代から土俵に上がっていたが、学期末に持ち帰る通知表に五段階評価の「5」が多く、保健体育以外の教科全てが「5」の評価だった学期もあった。しかし、当時子供のいなかった元横綱琴櫻の12代佐渡ヶ嶽親方は、冗談好きの弟子から「『1』の評価が最良で、『5』の評価は最悪ですよ」（本当は逆）と教えられたのを真に受けて、「琴風は気の毒に…相撲を取っているから学業成績が非常に悪いんだ」と嘆いていたという。
  - インタビューでの話し方も知性を感じさせる独特なものがあったが、これが好評で現在でもしばしばテレビの解説で活躍する姿が見られる。
- 審判部からの誘いが持ち掛けられ審判委員も務めたことがあるが（1992年）、現役時代からの膝の故障により長時間座れないことを理由に短期間で断わっている。
- サンデースポーツの解説担当時には、当時の司会者・原辰徳とアクション解説をする等の掛け合いが話題になった。なお、2022年4月に日本相撲協会を定年退職するのに伴い、2022年3月20日（大相撲春場所中日・八日目開催日）をもって番組を降板した。
- プロボクサー亀田興毅の名である興毅は琴風豪規の豪規からきており、琴風のファンである父の史郎が多少編集して命名したとされる。
- 切手収集が趣味。子供の頃から熱心に収集し、珍しい切手も多数所有していたが、膝の怪我で幕下まで陥落した際、治療費に当てるために泣く泣く売り払った。後に「大切にしていた物であり思い出も多く大変迷ったが、相撲のほうがより大切だったので売却を決断した」と語っている。関取に復帰してから再び収集するようになり、現在も切手収集家である。
- 豪風に対しては30過ぎても現役を続けられていることからほとんど指導することがないと語っている。
- 2017年11月場所前の記事では「稽古と場所を勘違いして拍手する人なんかもいるんですが、朝稽古は見世物ではないので、そこは理解してほしい」と注意喚起している。実際、刈屋富士雄によると、1990年代後半においては稽古見学者は少し喋っただけで稽古場から追い出されたという[32]。
- 2019年2月26日、日本相撲協会は力士規定によってひげを禁止することを正式に通達しているが、この決定に関与した尾車は力士のひげについて「汚く見えるものもあった」と感想を述べていた[33]。
- 昭和時代に年寄を襲名した力士としては最も出生が遅い。また、昭和、平成、令和の3元号で年寄を務めていたのは、琴風と若嶋津六夫、三杉磯拓也、2020年3月で退職した大豊昌央の4人だけであり、部屋持ち親方を昭和からの3元号で務めていたのは、琴風と三杉磯だけである（若嶋津と大豊は自身の部屋を創設して部屋持ち親方になったのは平成になってから）[注釈 2]。

## 評価
- 日刊SPA!は，｢尾車親方が、他人に相当恨みを買う手法で権力闘争を戦った事は間違いないようだ。追い落としたメンバーは、大鵬、北の湖、貴乃花と一代年寄りのスーパースターばかりである。2018年に貴乃花が協会を辞めたことにより、権力闘争は完全に終焉した。しかし、相撲協会にできた「禍根」はくすぶり続けるのではないか｡｣､｢計算高い尾車親方も、まさかYouTubeと言う「窮鼠猫を噛む」メディアが脚光浴びる時代が来ることまでは、予想できなかっただろう。｣などと評した[34]｡

## 主な成績
- 通算成績：561勝352敗102休　勝率.614
- 幕内成績：395勝249敗80休　勝率.613
- 大関成績：212勝110敗8休　勝率.658
- 現役在位：87場所
- 幕内在位：49場所
- 大関在位：22場所
- 三役在位：11場所（関脇10場所、小結1場所）
- 通算（幕内）連続勝ち越し記録：25場所（大鵬と並び歴代10位タイ・1981年1月場所〜1985年1月場所）
- 幕内2桁連続勝利記録：8場所（1982年11月場所〜1984年1月場所）
- 三賞：6回
  - 殊勲賞：3回（1977年11月場所、1978年5月場所、1980年5月場所）
  - 技能賞：1回（1981年9月場所）
  - 敢闘賞：2回（1980年1月場所、1980年3月場所）
- 金星：6個（北の湖3個、輪島2個、2代若乃花1個）
- 連勝記録：21（1983年1月場所2日目～1983年3月場所7日目）
- 各段優勝
  - 幕内最高優勝：2回（1981年9月場所、1983年1月場所） [2]
  - 十両優勝：1回（1979年11月場所）
  - 幕下優勝：1回（1979年9月場所）

### 場所別成績
| | 一月場所 初場所（東京） | 三月場所 春場所（大阪） | 五月場所 夏場所（東京） | 七月場所 名古屋場所（愛知） | 九月場所 秋場所（東京） | 十一月場所 九州場所（福岡） |
| --- | ----------------------- | ----------------------- | ----------------------- | --------------------------- | ----------------------- | --------------------------- |
| 1971年 （昭和46年） | x                       | x                       | x                       | （前相撲）                  | 西序ノ口9枚目 3–4       | 東序二段97枚目 3–1          |
| 1972年 （昭和47年） | 西序二段59枚目 1–2      | 西序二段77枚目 –        | 西序二段77枚目 2–1      | 東序二段47枚目 –            | 東序二段46枚目 1–2      | 東序二段54枚目 –            |
| 1973年 （昭和48年） | 東序二段54枚目 3–0      | 西序二段19枚目 3–4      | 東序二段32枚目 6–1      | 東三段目69枚目 4–3          | 西三段目52枚目 5–2      | 東三段目24枚目 5–2          |
| 1974年 （昭和49年） | 東三段目筆頭 3–4        | 東三段目10枚目 4–3      | 東幕下57枚目 3–4        | 西三段目8枚目 3–4           | 東三段目18枚目 5–2      | 東幕下54枚目 5–2            |
| 1975年 （昭和50年） | 西幕下31枚目 4–3        | 東幕下25枚目 6–1        | 西幕下8枚目 5–2         | 西幕下2枚目 4–3             | 西幕下筆頭 5–2          | 西十両12枚目 8–7            |
| 1976年 （昭和51年） | 東十両9枚目 8–7         | 西十両7枚目 9–6         | 西十両2枚目 5–10        | 西十両7枚目 8–7             | 東十両7枚目 9–6         | 東十両筆頭 9–6              |
| 1977年 （昭和52年） | 西前頭11枚目 8–7        | 東前頭6枚目 9–6         | 東前頭筆頭 5–10         | 西前頭7枚目 8–7             | 東前頭5枚目 8–7         | 東前頭筆頭 10–5 殊★         |
| 1978年 （昭和53年） | 西関脇 5–10             | 東前頭3枚目 6–9 ★       | 西前頭6枚目 12–3 殊★    | 西関脇 7–8                  | 西小結 7–8              | 西前頭筆頭 0–3–12           |
| 1979年 （昭和54年） | 東前頭13枚目 3–2–10     | 西十両7枚目 休場 0–0–15 | 西幕下5枚目 休場 0–0–7  | 西幕下30枚目 6–1            | 西幕下8枚目 優勝 7–0    | 西十両11枚目 優勝 14–1      |
| 1980年 （昭和55年） | 西前頭14枚目 12–3 敢    | 東前頭筆頭 10–5 敢      | 西関脇 10–5 殊          | 東関脇 6–4–5                | 西前頭2枚目 休場 0–0–15 | 西前頭2枚目 7–8 ★           |
| 1981年 （昭和56年） | 西前頭3枚目 10–5 ★      | 西関脇 9–6              | 西関脇 9–6              | 東関脇 10–5                 | 東関脇 12–3 技          | 東大関 11–4                 |
| 1982年 （昭和57年） | 東大関 10–5             | 東大関 9–6              | 西大関 9–6              | 西大関 11–4                 | 東大関 9–6              | 西大関 10–5                 |
| 1983年 （昭和58年） | 西大関 14–1             | 東大関 11–4             | 西大関 11–4             | 西張出大関 12–3             | 東大関 11–4             | 西大関 11–4                 |
| 1984年 （昭和59年） | 西大関 11–4             | 西大関 9–6              | 東張出大関 9–6          | 西張出大関 8–7              | 西張出大関 10–5         | 東張出大関 10–5             |
| 1985年 （昭和60年） | 東張出大関 8–7          | 西張出大関 5–10         | 西張出大関 3–4–8        | 西張出関脇 休場 0–0–15      | 東張出関脇 休場 0–0–15  | 東前頭10枚目 引退 0–4–0     |
| 各欄の数字は、「勝ち-負け-休場」を示す。 優勝 引退 休場 十両 幕下 三賞：敢=敢闘賞、殊=殊勲賞、技=技能賞 その他：★=金星 番付階級：幕内 - 十両 - 幕下 - 三段目 - 序二段 - 序ノ口 幕内序列：横綱 - 大関 - 関脇 - 小結 - 前頭（「#数字」は各位内の序列） |                         |                         |                         |                             |                         |                             |

- 中学生が授業を長期間休んで本場所に出場することが国会で問題となり1971年11月場所8日目に帰京。1972年1月から1973年1月までは中学生だったので東京場所の日曜日（初日、8日目、千秋楽）のみ出場。

## 合い口
- 元横綱・輪島には3勝8敗。1981年3月場所で寄り切りで勝った相撲が、輪島の現役最後の一番となった。
- 元横綱・北の湖には3勝20敗。勝った3勝はいずれも、金星である。
- 元横綱・若乃花には7勝13敗。
- 元横綱・三重ノ海には6勝4敗(不戦勝1を含む)。
- 元横綱・千代の富士には6勝22敗。
- 元横綱・隆の里には18勝13敗。大関同士の対戦は5勝4敗、隆の里の横綱昇進後は1勝6敗。
- 元横綱・双羽黒には1勝2敗。いずれも、北尾時代の対戦である。
- 元横綱・北勝海には4勝5敗。いずれも、保志時代の対戦である。
- 元横綱・大乃国には3勝8敗。いずれも、大乃国が大関に昇進前の対戦である。
- 元横綱・旭富士には4勝4敗(不戦敗1を含む)。いずれも、旭富士が大関に昇進前の対戦である。
- 元大関・貴ノ花には4勝8敗。
- 元大関・大受には1勝。
- 元大関・魁傑には1勝3敗。
- 元大関・旭國には8戦全敗。
- 元大関・増位山には7勝3敗。
- 元大関・若嶋津には16勝7敗。大関同士の対戦は8勝5敗。
- 元大関・朝潮には14勝10敗。他に優勝決定戦で1勝がある。大関同士の対戦は5勝4敗。
- 元大関・北天佑には12勝12敗。大関同士の対戦は5勝6敗。
- 元大関・小錦には2勝3敗。
- 元大関・霧島には1勝1敗。

## 幕内対戦成績
| 力士名     | 勝数 | 負数 | 力士名 | 勝数 | 負数 | 力士名   | 勝数 | 負数 | 力士名   | 勝数 | 負数 |
| ---------- | ---- | ---- | ------ | ---- | ---- | -------- | ---- | ---- | -------- | ---- | ---- |
| 青葉城     | 11   | 1    | 青葉山 | 4    | 3    | 朝潮     | 16*  | 10   | 旭國     | 0    | 8    |
| 旭富士     | 4    | 4(1) | 天ノ山 | 7    | 2    | 荒勢     | 3    | 3    | 板井     | 4    | 0    |
| 大潮       | 7    | 2    | 巨砲   | 20   | 5    | 大錦     | 6    | 3    | 大ノ海   | 0    | 1    |
| 大乃国     | 3    | 8    | 大登   | 1    | 1    | 大豊     | 3    | 1    | 魁輝     | 8    | 1    |
| 魁傑       | 1    | 3    | 北尾   | 1    | 2    | 北瀬海   | 2    | 1    | 北の湖   | 3    | 20   |
| 騏ノ嵐     | 2    | 0    | 霧島   | 1    | 1    | 麒麟児   | 20   | 4    | 蔵間     | 14   | 5    |
| 黒瀬川     | 2    | 0    | 黒姫山 | 3    | 3    | 高望山   | 5(1) | 1(1) | 小錦     | 2    | 3    |
| 斉須       | 2    | 0    | 蔵玉錦 | 2    | 0    | 逆鉾     | 3    | 0    | 佐田の海 | 9    | 3    |
| 嗣子鵬     | 2    | 0    | 陣岳   | 1    | 0    | 大旺     | 1    | 0    | 大豪     | 2    | 0    |
| 大こう     | 1    | 0    | 大受   | 1    | 0    | 太寿山   | 12   | 1    | 隆の里   | 18   | 13   |
| 貴ノ花     | 4    | 8    | 隆三杉 | 1    | 0    | 高見山   | 11   | 3    | 多賀竜   | 5    | 0    |
| 谷嵐       | 0    | 1(1) | 玉輝山 | 2    | 0    | 玉ノ富士 | 4    | 3(1) | 千代櫻   | 0    | 1    |
| 千代の富士 | 6    | 22   | 寺尾   | 0    | 1    | 照の山   | 2    | 1    | 出羽の花 | 16   | 5    |
| 闘竜       | 9    | 3    | 栃赤城 | 9    | 4(1) | 栃司     | 1    | 0    | 栃剣     | 2    | 0    |
| 栃光       | 10   | 7    | 羽黒岩 | 2    | 1    | 播竜山   | 2    | 2    | 飛騨乃花 | 4    | 0    |
| 富士櫻     | 8    | 1    | 双津竜 | 3    | 1    | 鳳凰     | 5    | 2    | 北天佑   | 12   | 12   |
| 保志       | 4    | 5    | 増位山 | 7    | 3    | 舛田山   | 12   | 3    | 三重ノ海 | 6(1) | 4    |
| 三杉磯     | 1    | 4    | 水戸泉 | 0    | 2    | 豊山     | 1    | 4    | 若獅子   | 2    | 1    |
| 若瀬川     | 2    | 0    | 若嶋津 | 16   | 7    | 若ノ海   | 2    | 1    | 若乃花   | 7    | 13   |
| 若の富士   | 2    | 0    | 輪島   | 3    | 8    | 鷲羽山   | 3    | 3    |          |      |      |

- 他に優勝決定戦で朝潮に1勝がある。

## 年寄変遷
- 尾車 浩一（おぐるま こういち）1985年11月 - 2024年5月

## レコード
- 「まわり道／酒季の歌」（1982年10月）
  - 50万枚のセールスを記録
- 「東京たずね人」（1983年11月）
- 「東京めぐり愛／伊勢に帰ろう」（デュエット：石川さゆり、1984年8月）
  - 女性側の石川さゆりは1984年末の第35回NHK紅白歌合戦で同曲を披露（ただし琴風本人は登場せず）
- 「東京かくれんぼ／東京たずね人／東京めぐり愛」三部作（琴風豪規＆石川さゆり）
  - この曲は第26回日本レコード大賞企画賞を受賞
- デュオ「雨あがり」（デュエット：村上幸子、1986年9月21日）
  - 引退後、年寄・尾車を襲名後のため「琴風豪規（尾車）」とクレジットされた。

## 著書
- 琴風豪規『青春の意地―土俵にかける執念』潮出版社 1980
- 中山浩一『琴風の礼儀入門 キミはガタガタ言いすぎる』情報センター出版局 1986
- 尾車浩一『人生8勝7敗 最後に勝てばよい』潮出版社 2013